# Epsomantis tortricoides
Epsomantis tortricoides är en bönsyrseart som beskrevs av De Haan 1842. Epsomantis tortricoides ingår i släktet Epsomantis och familjen Iridopterygidae. Inga underarter finns listade i Catalogue of Life.